# 扎德基夫卡
50°35′59″N 27°8′59″E / 50.59972°N 27.14972°E
扎德基夫卡（烏克蘭語：Жадківка），是烏克蘭西北部的村莊，隸屬里夫內州的里夫內區。該村處於科爾奇克河畔，面積1.59平方公里，2001年該村落人口833。